# Gortershoek
De Gortershoek in Zaandijk is een historische Zaanse buurt aan de Zaan. Vanwege de Zaanse houten bebouwing en de ligging tegenover de Zaanse Schans is het een beschermd dorpsgezicht. Ook de molen De Bleeke Dood, het Honig Breethuis en pakhuis het Weefhuis is hier aan de Zaan te vinden.